# Raša Sraka
Raša Sraka Vuković, född 10 oktober 1979 i Ljubljana, är en slovensk judoutövare. Sraka har tagit två VM-brons och fem EM-medaljer, varav ett guld.

## Karriär
Vid olympiska sommarspelen 2004 i Aten tävlade Sraka i 70 kg-klassen, där hon förlorade i åttondelsfinalen mot japanska Masae Ueno. I återkvalet besegrade Sraka amerikanska Celita Schutz men förlorade sedan mot belgiska Catherine Jacques.
Vid olympiska sommarspelen 2012 i London tävlade Sraka i 70 kg-klassen. Hon besegrade spanska Cecilia Blanco i den andra omgången men förlorade sedan i kvartsfinalen mot sydkoreanska Hwang Ye-sul. I återkvalet förlorade Sraka även mot colombianska Yuri Alvear.